# Torneio de Wimbledon de 2023 - Dia a dia
Estes foram os jogos realizados nas quadras mais importantes a partir do primeiro dia das chaves principais.

## Dia 1 (3 de julho)
- Cabeças de chave eliminados:
  - Simples masculino:  Félix Auger-Aliassime [11],  Yoshihito Nishioka [24]
  - Simples feminino:  Coco Gauff [7],  Liudmila Samsonova [15],  Zheng Qinwen [24],  Mayar Sherif [31]

Ordem dos jogos:
| Quadra Central              | Quadra Central                        | Quadra Central                        | Quadra Central                    |
| Evento                      | Vencedor(a)/(es/as)                   | Derrotado(a)/(os/as)                  | Resultado                         |
| --------------------------- | ------------------------------------- | ------------------------------------- | --------------------------------- |
| Simples masculino – 1ª fase | Novak Djokovic [2]                    | Pedro Cachín                          | 6–3, 6–3, 7–64                    |
| Simples feminino – 1ª fase  | Elina Svitolina [WC]                  | Venus Williams [WC]                   | 6–4, 6–3                          |
| Simples masculino – 1ª fase | Jannik Sinner [8]                     | Juan Manuel Cerúndolo                 | 6–2, 6–2, 6–2                     |
| Quadra Nº 1                 |                                       |                                       |                                   |
| Evento                      | Vencedor(a)/(es/as)                   | Derrotado(a)/(os/as)                  | Resultado                         |
| Simples feminino – 1ª fase  | Iga Świątek [1]                       | Zhu Lin                               | 6–1, 6–3                          |
| Simples masculino – 1ª fase | Casper Ruud [4]                       | Laurent Lokoli [Q]                    | 6–1, 5–7, 6–4, 6–3                |
| Simples feminino – 1ª fase  | Sofia Kenin [Q]                       | Coco Gauff [7]                        | 6–4, 4–6, 6–2                     |
| Quadra Nº 2                 |                                       |                                       |                                   |
| Evento                      | Vencedor(a)/(es/as)                   | Derrotado(a)/(os/as)                  | Resultado                         |
| Simples feminino – 1ª fase  | Jessica Pegula [4]                    | Lauren Davis                          | 6–2, 6–7(8–10), 6–3               |
| Simples masculino – 1ª fase | David Goffin [WC]                     | Fábián Marozsán [LL]                  | 6–2, 5–7, 6–2, 6–0                |
| Simples feminino – 1ª fase  | Belinda Bencic [14]                   | Katie Swan [WC]                       | 7–5, 6–2                          |
| Simples masculino – 1ª fase | Quentin Halys vs. Daniel Evans [27]   | Quentin Halys vs. Daniel Evans [27]   | 6–2, 6–3, 0–0, suspenso           |
| Quadra Nº 3                 |                                       |                                       |                                   |
| Evento                      | Vencedor(a)/(es/as)                   | Derrotado(a)/(os/as)                  | Resultado                         |
| Simples masculino – 1ª fase | Andrey Rublev [7]                     | Max Purcell                           | 6–3, 7–5, 6–4                     |
| Simples feminino – 1ª fase  | Caroline Garcia [5]                   | Katie Volynets                        | 6–4, 6–3                          |
| Simples feminino – 1ª fase  | Jodie Burrage [WC]                    | Caty McNally                          | 6–1, 6–3                          |
| Simples masculino – 1ª fase | Yannick Hanfmann vs. Taylor Fritz [9] | Yannick Hanfmann vs. Taylor Fritz [9] | 4–6, 6–2, 6–4, 5–7, 2–3, suspenso |

## Dia 2 (4 de julho)
- Cabeças de chave eliminados:
  - Simples masculino:  Daniel Evans [27]

Ordem dos jogos:
| Quadra Central              | Quadra Central                                  | Quadra Central                                  | Quadra Central                    |
| Evento                      | Vencedor(a)/(es/as)                             | Derrotado(a)/(os/as)                            | Resultado                         |
| --------------------------- | ----------------------------------------------- | ----------------------------------------------- | --------------------------------- |
| Simples feminino – 1ª fase  | Elena Rybakina [3]                              | Shelby Rogers                                   | 4–6, 6–1, 6–2                     |
| Simples masculino – 1ª fase | Andy Murray                                     | Ryan Peniston [WC]                              | 6–3, 6–0, 6–1                     |
| Simples feminino – 1ª fase  | Aryna Sabalenka [2]                             | Panna Udvardy                                   | 6–3, 6–1                          |
| Simples masculino – 1ª fase | Quentin Halys                                   | Daniel Evans [27]                               | 6–2, 6–3, 56–7, 6–4               |
| Quadra Nº 1                 |                                                 |                                                 |                                   |
| Evento                      | Vencedor(a)/(es/as)                             | Derrotado(a)/(os/as)                            | Resultado                         |
| Simples masculino – 1ª fase | Carlos Alcaraz [1]                              | Jérémy Chardy [PR]                              | 6–0, 6–2, 7–5                     |
| Simples feminino – 1ª fase  | Ons Jabeur [6]                                  | Magdalena Fręch                                 | 6–3, 6–3                          |
| Simples masculino – 1ª fase | Cameron Norrie [12]                             | Tomáš Macháč [Q]                                | 6–3, 4–6, 6–1, 6–4                |
| Simples masculino – 1ª fase | Tomás Martín Etcheverry [29]                    | Bernabé Zapata Miralles                         | 56–7, 5–7, 6–3, 6–4, 7–5          |
| Quadra Nº 2                 |                                                 |                                                 |                                   |
| Evento                      | Vencedor(a)/(es/as)                             | Derrotado(a)/(os/as)                            | Resultado                         |
| Simples masculino – 1ª fase | Dominic Thiem vs. Stefanos Tsitsipas [5]        | Dominic Thiem vs. Stefanos Tsitsipas [5]        | 6–3, 3–4, suspenso                |
| Simples feminino – 1ª fase  | Jasmine Paolini vs. Petra Kvitová [9]           | Jasmine Paolini vs. Petra Kvitová [9]           | adiado                            |
| Simples feminino – 1ª fase  | Heather Watson [WC] vs. Barbora Krejčíková [10] | Heather Watson [WC] vs. Barbora Krejčíková [10] | adiado                            |
| Simples masculino – 1ª fase | Daniil Medvedev [3] vs. Arthur Fery [WC]        | Daniil Medvedev [3] vs. Arthur Fery [WC]        | adiado                            |
| Quadra Nº 3                 |                                                 |                                                 |                                   |
| Evento                      | Vencedor(a)/(es/as)                             | Derrotado(a)/(os/as)                            | Resultado                         |
| Simples masculino – 1ª fase | George Loffhagen [WC] vs. Holger Rune [6]       | George Loffhagen [WC] vs. Holger Rune [6]       | 46–7, suspenso                    |
| Simples masculino – 1ª fase | Yannick Hanfmann vs. Taylor Fritz [9]           | Yannick Hanfmann vs. Taylor Fritz [9]           | 4–6, 6–2, 6–4, 5–7, 2–3, suspenso |
| Simples feminino – 1ª fase  | Maria Sakkari [8] vs. Marta Kostyuk             | Maria Sakkari [8] vs. Marta Kostyuk             | adiado                            |
| Simples masculino – 1ª fase | Alexander Zverev [19] vs. Gijs Brouwer [Q]      | Alexander Zverev [19] vs. Gijs Brouwer [Q]      | adiado                            |
| Simples feminino – 1ª fase  | Sonay Kartal [WC] vs. Madison Keys [25]         | Sonay Kartal [WC] vs. Madison Keys [25]         | adiado                            |

## Dia 3 (5 de julho)
- Cabeças de chave eliminados:
  - Simples masculino:  Borna Ćorić [13],  Roberto Bautista Agut [20],  Sebastian Korda [22],  Tallon Griekspoor [28]
  - Simples feminino:  Maria Sakkari [8],  Karolína Plíšková [18],  Bernarda Pera [27]

Ordem dos jogos:
| Quadra Central              | Quadra Central                                      | Quadra Central                                      | Quadra Central                      |
| Evento                      | Vencedor(a)/(es/as)                                 | Derrotado(a)/(os/as)                                | Resultado                           |
| --------------------------- | --------------------------------------------------- | --------------------------------------------------- | ----------------------------------- |
| Simples feminino – 2ª fase  | Daria Kasatkina [11]                                | Jodie Burrage [WC]                                  | 6–0, 6–2                            |
| Simples feminino – 2ª fase  | Iga Świątek [1]                                     | Sara Sorribes Tormo [PR]                            | 6–2, 6–0                            |
| Simples masculino – 2ª fase | Novak Djokovic [2]                                  | Jordan Thompson                                     | 6–3, 7–64, 7–5                      |
| Simples feminino – 1ª fase  | Petra Kvitová [9]                                   | Jasmine Paolini                                     | 6–4, 56–7, 6–1                      |
| Quadra Nº 1                 |                                                     |                                                     |                                     |
| Evento                      | Vencedor(a)/(es/as)                                 | Derrotado(a)/(os/as)                                | Resultado                           |
| Simples masculino – 1ª fase | Daniil Medvedev [3]                                 | Arthur Fery [WC]                                    | 7–5, 6–4, 6–3                       |
| Simples feminino – 1ª fase  | Barbora Krejčíková [10]                             | Heather Watson [WC]                                 | 6–2, 7–5                            |
| Simples masculino – 2ª fase | Jannik Sinner [8]                                   | Diego Schwartzman                                   | 7–5, 6–1, 6–2                       |
| Simples masculino – 1ª fase | Laslo Djere                                         | Maxime Cressy                                       | 56–7, 7–63, 7–68, 7–67              |
| Quadra Nº 2                 |                                                     |                                                     |                                     |
| Evento                      | Vencedor(a)/(es/as)                                 | Derrotado(a)/(os/as)                                | Resultado                           |
| Simples feminino – 1ª fase  | Marta Kostyuk                                       | Maria Sakkari [8]                                   | 0–6, 7–5, 6–2                       |
| Simples masculino – 1ª fase | Taylor Fritz [9]                                    | Yannick Hanfmann                                    | 6–4, 2–6, 4–6, 7–5, 6–3             |
| Simples masculino – 1ª fase | Stefanos Tsitsipas [5]                              | Dominic Thiem                                       | 3–6, 7–6(7–1), 6–2, 56–7, 7–6(10–8) |
| Simples masculino – 1ª fase | Marco Cecchinato vs. Nicolás Jarry [25]             | Marco Cecchinato vs. Nicolás Jarry [25]             | 6–4, 1–4, suspenso                  |
| Simples masculino – 1ª fase | Alexander Zverev [19] vs. Gijs Brouwer [Q]          | Alexander Zverev [19] vs. Gijs Brouwer [Q]          | adiado                              |
| Simples feminino – 2ª fase  | Nadia Podoroska vs. Victoria Azarenka [19]          | Nadia Podoroska vs. Victoria Azarenka [19]          | adiado                              |
| Quadra Nº 3                 |                                                     |                                                     |                                     |
| Evento                      | Vencedor(a)/(es/as)                                 | Derrotado(a)/(os/as)                                | Resultado                           |
| Simples masculino – 1ª fase | Frances Tiafoe [10]                                 | Wu Yibing                                           | 7–64, 6–3, 6–4                      |
| Simples masculino – 1ª fase | Holger Rune [6]                                     | George Loffhagen [WC]                               | 7–66, 6–3, 6–2                      |
| Simples feminino – 1ª fase  | Madison Keys [25]                                   | Sonay Kartal [WC]                                   | 6–0, 6–3                            |
| Simples feminino – 1ª fase  | Viktorija Golubic [Q] vs. Anna Karolína Schmiedlová | Viktorija Golubic [Q] vs. Anna Karolína Schmiedlová | 6–3, suspenso                       |
| Simples masculino – 2ª fase | Andrey Rublev [7] vs. Aslan Karatsev                | Andrey Rublev [7] vs. Aslan Karatsev                | adiado                              |

## Dia 4 (6 de julho)
- Cabeças de chave eliminados:
  - Simples masculino:  Casper Ruud [4],  Taylor Fritz [9],  Francisco Cerúndolo [18],  Tomás Martín Etcheverry [29],  Ben Shelton [32]
  - Simples feminino:  Barbora Krejčíková [10],  Veronika Kudermetova [12],  Karolína Muchová [16],  Jeļena Ostapenko [17],  Elise Mertens [28]
  - Duplas femininas: Nicole Melichar-Martinez /  Ellen Perez [4],  Shuko Aoyama /  Ena Shibahara [8],  Xu Yifan /  Anna Danilina [11]

Ordem dos jogos:
| Quadra Central              | Quadra Central                           | Quadra Central                           | Quadra Central            |
| Evento                      | Vencedor(a)/(es/as)                      | Derrotado(a)/(os/as)                     | Resultado                 |
| --------------------------- | ---------------------------------------- | ---------------------------------------- | ------------------------- |
| Simples masculino – 2ª fase | Liam Broady [WC]                         | Casper Ruud [4]                          | 6–4, 3–6, 4–6, 6–3, 6–0   |
| Simples feminino – 2ª fase  | Elena Rybakina [3]                       | Alizé Cornet                             | 6–2, 7–6(7–2)             |
| Simples masculino – 2ª fase | Andy Murray vs. Stefanos Tsitsipas [5]   | Andy Murray vs. Stefanos Tsitsipas [5]   | 36–7, 7–62, 6–4, suspenso |
| Quadra Nº 1                 |                                          |                                          |                           |
| Evento                      | Vencedor(a)/(es/as)                      | Derrotado(a)/(os/as)                     | Resultado                 |
| Simples masculino – 1ª fase | Alexander Zverev [19]                    | Gijs Brouwer [Q]                         | 6–4, 7–64, 7–65           |
| Simples feminino – 2ª fase  | Donna Vekić [20]                         | Sloane Stephens                          | 4–6, 7–5, 6–4             |
| Simples feminino – 2ª fase  | Jessica Pegula [4]                       | Cristina Bucșa                           | 6–1, 6–4                  |
| Quadra Nº 2                 |                                          |                                          |                           |
| Evento                      | Vencedor(a)/(es/as)                      | Derrotado(a)/(os/as)                     | Resultado                 |
| Simples feminino – 2ª fase  | Elina Svitolina [WC]                     | Elise Mertens [28]                       | 6–1, 1–6, 6–1             |
| Simples masculino – 2ª fase | Andrey Rublev [7]                        | Aslan Karatsev                           | 46–7, 6–3, 6–4, 7–5       |
| Simples feminino – 2ª fase  | Belinda Bencic [14]                      | Danielle Collins                         | 3–6, 6–4, 7–6(10–2)       |
| Simples masculino – 2ª fase | Daniil Medvedev [3] vs. Adrian Mannarino | Daniil Medvedev [3] vs. Adrian Mannarino | 6–3, 6–3, 4–4, suspenso   |
| Quadra Nº 3                 |                                          |                                          |                           |
| Evento                      | Vencedor(a)/(es/as)                      | Derrotado(a)/(os/as)                     | Resultado                 |
| Simples masculino – 2ª fase | Stan Wawrinka                            | Tomás Martín Etcheverry [29]             | 6–3, 4–6, 6–4, 6–2        |
| Simples feminino – 1ª fase  | Viktorija Golubic [Q]                    | Anna Karolína Schmiedlová                | 6–3, 7–64                 |
| Simples feminino – 2ª fase  | Caroline Garcia [5]                      | Leylah Fernandez                         | 3–6, 6–4, 7–6(10–6)       |
| Simples masculino – 2ª fase | Grigor Dimitrov [21]                     | Ilya Ivashka                             | 6–3, 6–4, 6–4             |

## Dia 5 (7 de julho)
- Cabeças de chave eliminados:
  - Simples masculino:  Cameron Norrie [12],  Lorenzo Musetti [14],  Alex de Minaur [15]
  - Simples feminino:  Caroline Garcia [5],  Daria Kasatkina [11],  Donna Vekić [20],  Magda Linette [23],  Anhelina Kalinina [26],  Irina-Camelia Begu [29],  Petra Martić [30]
  - Duplas masculinas:  Rajeev Ram /  Joe Salisbury [3]
  - Duplas femininas:  Lyudmyla Kichenok /  Jeļena Ostapenko [7],  Asia Muhammad /  Giuliana Olmos [10]
  - Duplas mistas:  Neal Skupski /  Desirae Krawczyk [2]

Ordem dos jogos:
| Quadra Central              | Quadra Central         | Quadra Central          | Quadra Central             |
| Evento                      | Vencedor(a)/(es/as)    | Derrotado(a)/(os/as)    | Resultado                  |
| --------------------------- | ---------------------- | ----------------------- | -------------------------- |
| Simples masculino – 2ª fase | Carlos Alcaraz [1]     | Alexandre Müller        | 6–4, 7–6(7–3), 6–3         |
| Simples masculino – 2ª fase | Stefanos Tsitsipas [5] | Andy Murray             | 7–63, 26–7, 4–6, 7–63, 6–4 |
| Simples feminino – 3ª fase  | Iga Swiatek [1]        | Petra Martić [30]       | 6–2, 7–5                   |
| Simples masculino – 3ª fase | Novak Djokovic [2]     | Stan Wawrinka           | 6–3, 6–1, 7–65             |
| Quadra Nº 1                 |                        |                         |                            |
| Evento                      | Vencedor(a)/(es/as)    | Derrotado(a)/(os/as)    | Resultado                  |
| Simples feminino – 2ª fase  | Aryna Sabalenka [2]    | Varvara Gracheva        | 2–6, 7–5, 6–2              |
| Simples masculino – 2ª fase | Christopher Eubanks    | Cameron Norrie [12]     | 6–3, 3–6, 6–2, 7–63        |
| Simples feminino – 2ª fase  | Ons Jabeur [6]         | Bai Zhuoxuan [Q]        | 6–1, 6–1                   |
| Quadra Nº 2                 |                        |                         |                            |
| Evento                      | Vencedor(a)/(es/as)    | Derrotado(a)/(os/as)    | Resultado                  |
| Simples feminino – 2ª fase  | Petra Kvitova [9]      | Aliaksandra Sasnovich   | 6–2, 6–2                   |
| Simples masculino – 2ª fase | Daniil Medvedev [3]    | Adrian Mannarino        | 6–3, 6–3, 7–65             |
| Simples masculino – 2ª fase | Alexander Zverev [19]  | Yosuke Watanuki [LL]    | 6–4, 5–7, 6–2, 6–2         |
| Simples masculino – 3ª fase | Denis Shapovalov [26]  | Liam Broady [WC]        | 4–6, 6–2, 7–5, 7–5         |
| Simples feminino – 3ª fase  | Marie Bouzková [32]    | Caroline Garcia [5]     | 7–60, 4–6, 7–5             |
| Quadra Nº 3                 |                        |                         |                            |
| Evento                      | Vencedor(a)/(es/as)    | Derrotado(a)/(os/as)    | Resultado                  |
| Simples masculino – 2ª fase | Holger Rune [6]        | Roberto Carballes Baena | 6–3, 7–63, 6–4             |
| Simples masculino – 3ª fase | Jannik Sinner [8]      | Quentin Halys           | 3–6, 6–2, 6–3, 6–4         |
| Simples feminino – 3ª fase  | Jessica Pegula [4]     | Elisabetta Cocciaretto  | 6–4, 6–0                   |
| Simples feminino – 3ª fase  | Elina Svitolina [WC]   | Sofia Kenin [Q]         | 7–63, 6–2                  |

## Dia 6 (8 de julho)
- Cabeças de chave eliminados:
  - Simples masculino:  Tommy Paul [16],  Alexander Zverev [19],  Nicolás Jarry [25],  Alejandro Davidovich Fokina [31]
  - Duplas femininas:  Desirae Krawczyk /  Demi Schuurs [5]

Ordem dos jogos:
| Quadra Central              | Quadra Central                               | Quadra Central                               | Quadra Central                |
| Evento                      | Vencedor(a)/(es/as)                          | Derrotado(a)/(os/as)                         | Resultado                     |
| --------------------------- | -------------------------------------------- | -------------------------------------------- | ----------------------------- |
| Simples masculino – 3ª fase | Carlos Alcaraz [1]                           | Nicolás Jarry [25]                           | 6–3, 66–7, 7–5                |
| Simples feminino – 3ª fase  | Ons Jabeur [6]                               | Bianca Andreescu                             | 3–6, 6–3, 6–4                 |
| Simples feminino – 3ª fase  | Elena Rybakina [3]                           | Katie Boulter [WC]                           | 6–1, 6–1                      |
| Quadra Nº 1                 |                                              |                                              |                               |
| Evento                      | Vencedor(a)/(es/as)                          | Derrotado(a)/(os/as)                         | Resultado                     |
| Simples masculino – 3ª fase | Daniil Medvedev [3]                          | Márton Fucsovics                             | 4–6, 6–3, 6–4, 6–4            |
| Simples feminino – 3ª fase  | Aryna Sabalenka [2]                          | Anna Blinkova                                | 6–2, 6–3                      |
| Simples masculino – 3ª fase | Matteo Berrettini                            | Alexander Zverev [19]                        | 6–3, 7–64, 7–65               |
| Quadra Nº 2                 |                                              |                                              |                               |
| Evento                      | Vencedor(a)/(es/as)                          | Derrotado(a)/(os/as)                         | Resultado                     |
| Simples feminino – 3ª fase  | Petra Kvitová [9]                            | Natalija Stevanović [Q]                      | 6–3, 7–5                      |
| Simples masculino – 3ª fase | Stefanos Tsitsipas [5]                       | Laslo Djere                                  | 6–4, 7–65, 6–4                |
| Simples masculino – 3ª fase | Frances Tiafoe [10] vs. Grigor Dimitrov [21] | Frances Tiafoe [10] vs. Grigor Dimitrov [21] | 2–6, 3–6, 2–1, suspenso       |
| Quadra Nº 3                 |                                              |                                              |                               |
| Evento                      | Vencedor(a)/(es/as)                          | Derrotado(a)/(os/as)                         | Resultado                     |
| Simples feminino – 3ª fase  | Beatriz Haddad Maia [13]                     | Sorana Cîrstea                               | 6–2, 6–2                      |
| Simples masculino – 3ª fase | Holger Rune [6]                              | Alejandro Davidovich Fokina [31]             | 6–3, 4–6, 3–6, 6–4, 7–6(10–8) |
| Simples feminino – 3ª fase  | Anastasia Potapova vs. Mirra Andreeva [Q]    | Anastasia Potapova vs. Mirra Andreeva [Q]    | adiado                        |

## Dia 7 (9 de julho)
- Cabeças de chave eliminados:
  - Simples masculino:  Frances Tiafoe [10],  Alexander Bublik [23],  Denis Shapovalov [26]
  - Simples feminino:  Belinda Bencic [14],  Victoria Azarenka [19],  Anastasia Potapova [22],  Marie Bouzková [32]
  - Duplas masculinas:  Marcelo Arévalo /  Jean-Julien Rojer [7],  Lloyd Glasspool /  Nicolas Mahut [11],  Máximo González /  Andrés Molteni [14]
  - Duplas femininas:  Leylah Fernandez /  Taylor Townsend [6]
  - Duplas mistas:  Jan Zieliński /  Nicole Melichar-Martinez [3],  Rohan Bopanna /  Gabriela Dabrowski [6]

Ordem dos jogos:
| Quadra Central                     | Quadra Central                             | Quadra Central                             | Quadra Central            |
| Evento                             | Vencedor(a)/(es/as)                        | Derrotado(a)/(os/as)                       | Resultado                 |
| ---------------------------------- | ------------------------------------------ | ------------------------------------------ | ------------------------- |
| Simples masculino – 4ª fase        | Andrey Rublev [7]                          | Alexander Bublik [23]                      | 7–5, 6–3, 66–7, 56–7, 6–4 |
| Simples feminino – 4ª fase         | Iga Świątek [1]                            | Belinda Bencic [14]                        | 46–7, 7–62, 6–3           |
| Simples masculino – 4ª fase        | Hubert Hurkacz [17] vs. Novak Djokovic [2] | Hubert Hurkacz [17] vs. Novak Djokovic [2] | 66–7, 66–7, suspenso      |
| Quadra Nº 1                        |                                            |                                            |                           |
| Evento                             | Vencedor(a)/(es/as)                        | Derrotado(a)/(os/as)                       | Resultado                 |
| Simples feminino – 4ª fase         | Jessica Pegula [4]                         | Lesia Tsurenko                             | 6–1, 6–3                  |
| Simples masculino – 4ª fase        | Jannik Sinner [8]                          | Daniel Elahi Galán                         | 7–64, 6–4, 6–3            |
| Simples feminino – 4ª fase         | Elina Svitolina [WC]                       | Victoria Azarenka [19]                     | 2–6, 6–4, 7–6(11–9)       |
| Quadra Nº 2                        |                                            |                                            |                           |
| Evento                             | Vencedor(a)/(es/as)                        | Derrotado(a)/(os/as)                       | Resultado                 |
| Simples feminino – 4ª fase         | Markéta Vondroušová                        | Marie Bouzková [32]                        | 2–6, 6–4, 6–3             |
| Simples masculino – 3ª fase        | Grigor Dimitrov [21]                       | Frances Tiafoe [10]                        | 6–2, 6–3, 6–2             |
| Simples masculino – 4ª fase        | Roman Safiullin                            | Denis Shapovalov [26]                      | 3–6, 6–3, 6–1, 6–3        |
| Duplas mistas – 2ª fase            | Joran Vliegen Xu Yifan                     | Alex de Minaur [WC] Katie Boulter [WC]     | 6–3, 4–6, 7–6(10–2)       |
| Quadra Nº 3                        |                                            |                                            |                           |
| Evento                             | Vencedor(a)/(es/as)                        | Derrotado(a)/(os/as)                       | Resultado                 |
| Duplas masculinas – 1ª fase        | Arthur Fils Luca Van Assche                | Petro Tsitsipas Stefanos Tsitsipas         | 36–7, 6–4, 6–2            |
| Simples feminino – 3ª fase         | Mirra Andreeva [Q]                         | Anastasia Potapova [22]                    | 6–2, 7–5                  |
| Duplas mistas – 1ª fase            | Marcelo Arévalo Marta Kostyuk              | Jason Kubler [Alt] Erin Routliffe [Alt]    | 7–5, 6–2                  |
| Duplas femininas – 2ª fase         | Coco Gauff [2] Jessica Pegula [2]          | Anastasia Dețiuc [Alt] Andrea Gámiz [Alt]  | 4–6, 6–1, 6–4             |
| Simples feminino juvenil – 1ª fase | Hannah Klugman                             | Federica Urgesi [9]                        | 6–2, 6–2                  |

## Dia 8 (10 de julho)
- Cabeças de chave eliminados:
  - Simples masculino:  Stefanos Tsitsipas [5],  Hubert Hurkacz [17],  Grigor Dimitrov [21]
  - Simples feminino:  Petra Kvitová [9],  Beatriz Haddad Maia [13],  Ekaterina Alexandrova [21]
  - Duplas masculinas:  Ivan Dodig /  Austin Krajicek [2],  Fabrice Martin /  Andreas Mies [8]
  - Duplas femininas:  Chan Hao-ching /  Latisha Chan [12],  Miyu Kato /  Aldila Sutjiadi [13],  Victoria Azarenka /  Beatriz Haddad Maia [14],  Marta Kostyuk /  Elena-Gabriela Ruse [15]
  - Duplas mistas:  Wesley Koolhof /  Leylah Fernandez [4],  Jean-Julien Rojer /  Ena Shibahara [8]

Ordem dos jogos:
| Quadra Central                      | Quadra Central                                   | Quadra Central                                  | Quadra Central           |
| Evento                              | Vencedor(a)/(es/as)                              | Derrotado(a)/(os/as)                            | Resultado                |
| ----------------------------------- | ------------------------------------------------ | ----------------------------------------------- | ------------------------ |
| Simples feminino – 4ª fase          | Elena Rybakina [3]                               | Beatriz Haddad Maia [13]                        | 4–1, ab.                 |
| Simples masculino – 4ª fase         | Novak Djokovic [2]                               | Hubert Hurkacz [17]                             | 7–66, 7–66, 5–7, 6–4     |
| Simples feminino – 4ª fase          | Ons Jabeur [6]                                   | Petra Kvitová [9]                               | 6–0, 6–3                 |
| Simples masculino – 4ª fase         | Carlos Alcaraz [1]                               | Matteo Berrettini                               | 3–6, 6–3, 6–3, 6–3       |
| Quadra Nº 1                         |                                                  |                                                 |                          |
| Evento                              | Vencedor(a)/(es/as)                              | Derrotado(a)/(os/as)                            | Resultado                |
| Simples masculino – 4ª fase         | Daniil Medvedev [3]                              | Jiří Lehečka                                    | 6–4, 6–2, ab.            |
| Simples feminino – 4ª fase          | Aryna Sabalenka [2]                              | Ekaterina Alexandrova [21]                      | 6–4, 6–0                 |
| Simples masculino – 4ª fase         | Holger Rune [6]                                  | Grigor Dimitrov [21]                            | 3–6, 7–66, 7–64, 6–3     |
| Quadra Nº 2                         |                                                  |                                                 |                          |
| Evento                              | Vencedor(a)/(es/as)                              | Derrotado(a)/(os/as)                            | Resultado                |
| Simples feminino – 4ª fase          | Madison Keys [25]                                | Mirra Andreeva [Q]                              | 3–6, 7–64, 6–2           |
| Simples masculino – 4ª fase         | Christopher Eubanks                              | Stefanos Tsitsipas [5]                          | 3–6, 7–64, 3–6, 6–4, 6–4 |
| Duplas masculinas – 2ª fase         | Santiago González [5] Édouard Roger-Vasselin [5] | Toby Samuel [WC] Connor Thomson [WC]            | 6–3, 7–64                |
| Duplas masculinas juvenis – 1ª fase | Petr Brunclík Cooper Woestendick                 | Thijs Boogaard Abel Forger                      | 1–6, 6–4, [12–10]        |
| Quadra Nº 3                         |                                                  |                                                 |                          |
| Evento                              | Vencedor(a)/(es/as)                              | Derrotado(a)/(os/as)                            | Resultado                |
| Duplas masculinas – 2ª fase         | Rohan Bopanna [6] Matthew Ebden [6]              | Jacob Fearnley [WC] Johannus Monday [WC]        | 7–5, 6–3                 |
| Duplas masculinas – 2ª fase         | Wesley Koolhof [1] Neal Skupski [1]              | Rinky Hijikata Jason Kubler                     | 7–63, 6–2                |
| Duplas mistas – 2ª fase             | Matthew Ebden [5] Ellen Perez [5]                | Kevin Krawietz Yang Zhaoxuan                    | 106–7, 6–4, 7–69         |
| Duplas femininas – 2ª fase          | Laura Siegemund Vera Zvonareva                   | Victoria Azarenka [14] Beatriz Haddad Maia [14] | w.o.                     |
| Duplas mistas – 2ª fase             | Marcelo Arévalo Marta Kostyuk                    | Jamie Murray Taylor Townsend                    | 6–4, 3–6, 6–3            |

## Dia 9 (11 de julho)
- Cabeças de chave eliminados:
  - Simples masculino:  Andrey Rublev [7]
  - Simples feminino:  Iga Świątek [1],  Jessica Pegula [4]
  - Duplas masculinas:  Hugo Nys /  Jan Zieliński [4],  Nikola Mektić /  Mate Pavić [9],  Sander Gillé /  Joran Vliegen [12],  Marcelo Melo /  John Peers [16]
  - Duplas femininas:  Coco Gauff /  Jessica Pegula [2]
  - Duplas mistas:  Matthew Ebden /  Ellen Perez [5]

Ordem dos jogos:
| Quadra Central                         | Quadra Central                               | Quadra Central                         | Quadra Central     |
| Evento                                 | Vencedor(a)/(es/as)                          | Derrotado(a)/(os/as)                   | Resultado          |
| -------------------------------------- | -------------------------------------------- | -------------------------------------- | ------------------ |
| Simples feminino – Quartas de final    | Elina Svitolina [WC]                         | Iga Świątek [1]                        | 7–5, 56–7, 6–2     |
| Simples masculino – Quartas de final   | Novak Djokovic [2]                           | Andrey Rublev [7]                      | 4–6, 6–1, 6–4, 6–3 |
| Quadra Nº 1                            |                                              |                                        |                    |
| Evento                                 | Vencedor(a)/(es/as)                          | Derrotado(a)/(os/as)                   | Resultado          |
| Simples feminino – Quartas de final    | Markéta Vondroušová                          | Jessica Pegula [4]                     | 6–4, 2–6, 6–4      |
| Simples masculino – Quartas de final   | Jannik Sinner [8]                            | Roman Safiullin                        | 6–4, 3–6, 6–2, 6–2 |
| Duplas femininas convidadas – Grupo B  | Kim Clijsters Martina Hingis                 | Francesca Schiavone Roberta Vinci      | 6–4, 6–3           |
| Quadra Nº 2                            |                                              |                                        |                    |
| Evento                                 | Vencedor(a)/(es/as)                          | Derrotado(a)/(os/as)                   | Resultado          |
| Duplas masculinas – 3ª fase            | Marcel Granollers [15] Horacio Zeballos [15] | Robert Galloway [PR] Lloyd Harris [PR] | 7–65, 7–66         |
| Duplas masculinas convidadas – Grupo A | Bob Bryan Mike Bryan                         | Sébastien Grosjean Radek Štěpánek      | 7–5, 6–3           |
| Duplas masculinas – 3ª fase            | Jamie Murray [13] Michael Venus [13]         | Hugo Nys [4] Jan Zieliński [4]         | 6–4, 6–3           |
| Duplas femininas – Quartas de final    | Hsieh Su-wei [PR] Barbora Strýcová [PR]      | Caroline Garcia Luisa Stefani          | 7–65, 6–4          |
| Quadra Nº 3                            |                                              |                                        |                    |
| Evento                                 | Vencedor(a)/(es/as)                          | Derrotado(a)/(os/as)                   | Resultado          |
| Duplas femininas – Quartas de final    | Caroline Dolehide [16] Zhang Shuai [16]      | Oksana Kalashnikova Iryna Shymanovich  | 6–4, 6–1           |
| Duplas masculinas – 3ª fase            | Wesley Koolhof [1] Neal Skupski [1]          | Max Purcell Jordan Thompson            | 6–3, 7–63          |
| Duplas femininas convidadas – Grupo B  | Johanna Konta Sania Mirza                    | Andrea Petkovic Magdaléna Rybáriková   | 6–3, 7–66          |
| Duplas femininas – 3ª fase             | Laura Siegemund Vera Zvonareva               | Coco Gauff [2] Jessica Pegula [2]      | 6–3, 6–3           |

## Dia 10 (12 de julho)
- Cabeças de chave eliminados:
  - Simples masculino:  Holger Rune [6]
  - Simples feminino:  Elena Rybakina [3],  Madison Keys [25]
  - Duplas masculinas:  Jamie Murray /  Michael Venus [13]

Ordem dos jogos:
| Quadra Central                         | Quadra Central                               | Quadra Central                       | Quadra Central           |
| Evento                                 | Vencedor(a)/(es/as)                          | Derrotado(a)/(os/as)                 | Resultado                |
| -------------------------------------- | -------------------------------------------- | ------------------------------------ | ------------------------ |
| Simples feminino – Quartas de final    | Ons Jabeur [6]                               | Elena Rybakina [3]                   | 56–7, 6–4, 6–1           |
| Simples masculino – Quartas de final   | Carlos Alcaraz [1]                           | Holger Rune [6]                      | 7–63, 6–4, 6–4           |
| Quadra Nº 1                            |                                              |                                      |                          |
| Evento                                 | Vencedor(a)/(es/as)                          | Derrotado(a)/(os/as)                 | Resultado                |
| Simples feminino – Quartas de final    | Aryna Sabalenka [2]                          | Madison Keys [25]                    | 6–2, 6–4                 |
| Simples masculino – Quartas de final   | Daniil Medvedev [3]                          | Christopher Eubanks                  | 6–4, 1–6, 4–6, 7–64, 6–1 |
| Quadra Nº 2                            |                                              |                                      |                          |
| Evento                                 | Vencedor(a)/(es/as)                          | Derrotado(a)/(os/as)                 | Resultado                |
| Duplas femininas – Quartas de final    | Storm Hunter [3] Elise Mertens [3]           | Naiktha Bains [WC] Maia Lumsden [WC] | 6–2, 6–1                 |
| Duplas masculinas – Quartas de final   | Kevin Krawietz [10] Tim Pütz [10]            | Jamie Murray [13] Michael Venus [13] | 6–4, 6–3                 |
| Duplas femininas – Quartas de final    | Marie Bouzková Sara Sorribes Tormo           | Laura Siegemund Vera Zvonareva       | 7–62, 7–5                |
| Duplas femininas convidadas – Grupo B  | Kim Clijsters Martina Hingis                 | Andrea Petkovic Magdaléna Rybáriková | 6–3, 6–2                 |
| Quadra Nº 3                            |                                              |                                      |                          |
| Evento                                 | Vencedor(a)/(es/as)                          | Derrotado(a)/(os/as)                 | Resultado                |
| Duplas masculinas – Quartas de final   | Marcel Granollers [15] Horacio Zeballos [15] | Nathaniel Lammons Jackson Withrow    | 6–4, 7–5                 |
| Duplas masculinas – Quartas de final   | Wesley Koolhof [1] Neal Skupski [1]          | Ariel Behar Adam Pavlásek            | 4–6, 6–2, 6–3            |
| Duplas mistas – Semifinais             | Mate Pavić [7] Lyudmyla Kichenok [7]         | Jonny O'Mara Olivia Nicholls         | 7–66, 4–6, 6–3           |
| Duplas masculinas convidadas – Grupo A | Bob Bryan Mike Bryan                         | André Sá Bruno Soares                | 6–2, 6–3                 |

## Dia 11 (13 de julho)
- Cabeças de chave eliminados:
  - Simples feminino:  Aryna Sabalenka [2]
  - Duplas masculinas:  Rohan Bopanna /  Matthew Ebden [6],  Kevin Krawietz /  Tim Pütz [10]

Ordem dos jogos:
| Quadra Central                               | Quadra Central                                | Quadra Central                       | Quadra Central   |
| Evento                                       | Vencedor(a)/(es/as)                           | Derrotado(a)/(os/as)                 | Resultado        |
| -------------------------------------------- | --------------------------------------------- | ------------------------------------ | ---------------- |
| Simples feminino – Semifinais                | Markéta Vondroušová                           | Elina Svitolina [WC]                 | 6–3, 6–3         |
| Simples feminino – Semifinais                | Ons Jabeur [6]                                | Aryna Sabalenka [2]                  | 56–7, 6–4, 6–3   |
| Duplas mistas – Final                        | Mate Pavić [7] Lyudmyla Kichenok [7]          | Joran Vliegen Xu Yifan               | 6–4, 96–7, 6–3   |
| Quadra Nº 1                                  |                                               |                                      |                  |
| Evento                                       | Vencedor(a)/(es/as)                           | Derrotado(a)/(os/as)                 | Resultado        |
| Duplas masculinas – Semifinais               | Marcel Granollers [15] Horacio Zeballos [15]  | Kevin Krawietz [10] Tim Pütz [10]    | 6–4, 6–3         |
| Duplas masculinas – Semifinais               | Wesley Koolhof [1] Neal Skupski [1]           | Rohan Bopanna [6] Matthew Ebden [6]  | 7–5, 6–4         |
| Duplas masculinas cadeirantes – Semifinais   | Alfie Hewett [1] Gordon Reid [1]              | Martín de la Puente Gigi Fernández   | 7–5, 6–3         |
| Duplas femininas convidadas – Grupo A        | Cara Black Caroline Wozniacki                 | Vania King Yaroslava Shvedova        | 6–4, 6–3         |
| Quadra Nº 2                                  |                                               |                                      |                  |
| Evento                                       | Vencedor(a)/(es/as)                           | Derrotado(a)/(os/as)                 | Resultado        |
| Duplas masculinas convidadas – Grupo A       | Tommy Haas Mark Philippoussis                 | Sébastien Grosjean Radek Štěpánek    | 6–4, 6–3         |
| Duplas femininas convidadas – Grupo A        | Daniela Hantuchová Laura Robson               | Li Na Agnieszka Radwańska            | 6–3, 6–2         |
| Duplas mistas convidadas – Grupo A           | Nenad Zimonjić Rennae Stubbs                  | Andrew Castle Iva Majoli             | 6–3, 6–3         |
| Duplas mistas convidadas – Grupo B           | Todd Woodbridge Alicia Molik                  | Mansour Bahrami Marion Bartoli       | 2–6, 6–3, [10–6] |
| Duplas masculinas convidadas – Grupo B       | James Blake Lleyton Hewitt                    | Jürgen Melzer Gilles Müller          | 6–3, 4–6, [10–6] |
| Quadra Nº 3                                  |                                               |                                      |                  |
| Evento                                       | Vencedor(a)/(es/as)                           | Derrotado(a)/(os/as)                 | Resultado        |
| Simples feminino juvenil – Quartas de final  | Nikola Bartůňková                             | Ranah Akua Stoiber                   | 1–6, 6–1, 6–2    |
| Simples masculino juvenil – Quartas de final | Henry Searle                                  | João Fonseca [8]                     | 7–63, 6–3        |
| Duplas femininas juvenis – Quartas de final  | Hannah Klugman Isabell Lacy                   | Alexia Harmon Valeria Ray            | 6–4, 7–5         |
| Duplas masculinas juvenis – Quartas de final | João Fonseca [2] Juan Carlos Prado Ángelo [2] | Tomasz Berkieta [8] Henry Searle [8] | 6–3, 6–4         |

## Dia 12 (14 de julho)
- Cabeças de chave eliminados:
  - Simples masculino:  Daniil Medvedev [3],  Jannik Sinner [8]
  - Duplas femininas:  Caroline Dolehide /  Zhang Shuai [16]

Ordem dos jogos:
| Quadra Central                           | Quadra Central                                                          | Quadra Central                                                          | Quadra Central |
| Evento                                   | Vencedor(a)/(es/as)                                                     | Derrotado(a)/(os/as)                                                    | Resultado      |
| ---------------------------------------- | ----------------------------------------------------------------------- | ----------------------------------------------------------------------- | -------------- |
| Simples masculino – Semifinais           | Novak Djokovic [2]                                                      | Jannik Sinner [8]                                                       | 6–3, 6–4, 7–64 |
| Simples masculino – Semifinais           | Carlos Alcaraz [1]                                                      | Daniil Medvedev [3]                                                     | 6–3, 6–3, 6–3  |
| Quadra Nº 1                              |                                                                         |                                                                         |                |
| Evento                                   | Vencedor(a)/(es/as)                                                     | Derrotado(a)/(os/as)                                                    | Resultado      |
| Duplas femininas – Semifinais            | Storm Hunter [3] Elise Mertens [3]                                      | Caroline Dolehide [16] Zhang Shuai [16]                                 | 6–3, 6–3, 6–3  |
| Duplas femininas – Semifinais            | Hsieh Su-wei [PR] Barbora Strýcová [PR]                                 | Marie Bouzková Sara Sorribes Tormo                                      | 6–4, 6–1       |
| Simples feminino cadeirante – Semifinais | Jiske Griffioen                                                         | Yui Kamiji [2]                                                          | 6–3, 7–5       |
| Simples feminino cadeirante – Semifinais | Diede de Groot [1]                                                      | Aniek van Koot                                                          | 6–2, 6–0       |
| Quadra Nº 3                              |                                                                         |                                                                         |                |
| Evento                                   | Vencedor(a)/(es/as)                                                     | Derrotado(a)/(os/as)                                                    | Resultado      |
| Duplas masculinas convidadas – Grupo B   | Marcos Baghdatis / Xavier Malisse vs. Jürgen Melzer / Gilles Müller     | Marcos Baghdatis / Xavier Malisse vs. Jürgen Melzer / Gilles Müller     | adiado         |
| Duplas masculinas convidadas – Grupo A   | Sébastien Grosjean / Radek Štěpánek vs. Wayne Black / Bruno Soares      | Sébastien Grosjean / Radek Štěpánek vs. Wayne Black / Bruno Soares      | adiado         |
| Duplas mistas convidadas – Grupo A       | Mark Woodforde / Martina Navratilova vs. Nenad Zimonjić / Rennae Stubbs | Mark Woodforde / Martina Navratilova vs. Nenad Zimonjić / Rennae Stubbs | adiado         |
| Duplas femininas convidadas – Grupo A    | Daniela Hantuchová / Laura Robson vs. Vania King / Yaroslava Shvedova   | Daniela Hantuchová / Laura Robson vs. Vania King / Yaroslava Shvedova   | adiado         |

## Dia 13 (15 de julho)
- Cabeças de chave eliminados:
  - Simples feminino:  Ons Jabeur [6]
  - Duplas masculinas:  Marcel Granollers /  Horacio Zeballos [15]

Ordem dos jogos:
| Quadra Central                            | Quadra Central                      | Quadra Central                               | Quadra Central   |
| Evento                                    | Vencedor(a)/(es/as)                 | Derrotado(a)/(os/as)                         | Resultado        |
| ----------------------------------------- | ----------------------------------- | -------------------------------------------- | ---------------- |
| Simples feminino – Final                  | Markéta Vondroušová                 | Ons Jabeur [6]                               | 6–4, 6–4         |
| Duplas masculinas – Final                 | Wesley Koolhof [1] Neal Skupski [1] | Marcel Granollers [15] Horacio Zeballos [15] | 6–4, 6–4         |
| Duplas femininas convidadas – Grupo B     | Kim Clijsters Martina Hingis        | Johanna Konta Sania Mirza                    | 6–4, 6–1         |
| Quadra Nº 1                               |                                     |                                              |                  |
| Evento                                    | Vencedor(a)/(es/as)                 | Derrotado(a)/(os/as)                         | Resultado        |
| Simples masculino cadeirante – Semifinais | Alfie Hewett [2]                    | Martin de la Puenta                          | 6–3, 6–2         |
| Duplas femininas convidadas – Grupo A     | Cara Black Caroline Wozniacki       | Katie O'Brien Agnieszka Radwańska            | 2–6, 6–2, [10–6] |
| Duplas masculinas cadeirantes – Final     | Alfie Hewett [1] Gordon Reid [1]    | Takuya Miki Tokito Oda                       | 3–6, 6–0, 6–3    |
| Duplas femininas convidadas – Grupo A     | Vania King Yaroslava Shvedova       | Daniela Hantuchová Laura Robson              | 6–0, 1–6, [10–3] |
| Quadra Nº 3                               |                                     |                                              |                  |
| Evento                                    | Vencedor(a)/(es/as)                 | Derrotado(a)/(os/as)                         | Resultado        |
| Simples masculino cadeirante – Semifinais | Tokito Oda [1]                      | Gordon Reid [WC]                             | 6–3, 6–4         |
| Simples feminino cadeirante – Final       | Diede de Groot [1]                  | Jiske Griffioen                              | 6–2, 6–1         |
| Duplas tetraplégicas – Final              | Sam Schröder [1] Niels Vink [1]     | Heath Davidson [2] Robert Shaw [2]           | 7–65, 6–0        |
| Duplas masculinas convidadas – Grupo A    | Bob Bryan Mike Bryan                | Tommy Haas Mark Philippoussis                | 6–4, 6–2         |

## Dia 14 (16 de julho)
- Cabeças de chave eliminados:
  - Simples masculino:  Novak Djokovic [2]
  - Duplas femininas:  Storm Hunter /  Elise Mertens [3]

Ordem dos jogos:
| Quadra Central                       | Quadra Central                          | Quadra Central                        | Quadra Central           |
| Evento                               | Vencedor(a)/(es/as)                     | Derrotado(a)/(os/as)                  | Resultado                |
| ------------------------------------ | --------------------------------------- | ------------------------------------- | ------------------------ |
| Simples masculino – Final            | Carlos Alcaraz [1]                      | Novak Djokovic [2]                    | 1–6, 7–66, 6–1, 3–6, 6–4 |
| Duplas femininas – Final             | Hsieh Su-wei [PR] Barbora Strýcová [PR] | Storm Hunter [3] Elise Mertens [3]    | 7–5, 6–4                 |
| Quadra Nº 1                          |                                         |                                       |                          |
| Evento                               | Vencedor(a)/(es/as)                     | Derrotado(a)/(os/as)                  | Resultado                |
| Simples masculino cadeirante – Final | Tokito Oda [1]                          | Alfie Hewett [2]                      | 6–4, 6–2                 |
| Simples masculino juvenil – Final    | Henry Searle                            | Yaroslav Demin [5]                    | 6–4, 6–4                 |
| Duplas masculinas convidadas – Final | Bob Bryan Mike Bryan                    | James Blake Lleyton Hewitt            | 6–4, 3–6, [10–6]         |
| Quadra Nº 3                          |                                         |                                       |                          |
| Evento                               | Vencedor(a)/(es/as)                     | Derrotado(a)/(os/as)                  | Resultado                |
| Simples tetraplégico – Final         | Niels Vink [1]                          | Heath Davidson                        | 6–1, 6–2                 |
| Duplas femininas cadeirantes – Final | Diede de Groot [2] Jiske Griffioen [2]  | Yui Kamiji [1] Kgothatso Montjane [1] | 6–1, 6–4                 |
| Duplas femininas juvenis – Final     | Alena Kovačková Laura Samsonová         | Hannah Klugman Isabelle Lacy          | 6–4, 7–5                 |